# Jeff Ayres
Pour les articles homonymes, voir Ayres.
Jeff Ayres (anciennement connu sous le nom de Jeff Pendergraph), né le 29 avril 1987 à Ontario (Californie), aux États-Unis, est un joueur américain de basket-ball. Il évolue au poste d'ailier fort.

## Carrière
À l'été 2013, il choisit de changer son nom de Pendergraph (celui de son beau-père) en celui d'Ayres (celui de son père).
En septembre 2016, il signe un contrat de deux mois avec le CSKA Moscou, champion d'Europe en titre,,.

## Records NBA
Les records personnels de Jeff Ayres, officiellement recensés par la NBA sont les suivants :
| Type statistique            | Saison régulière | Saison régulière          | Saison régulière | Playoffs | Playoffs          | Playoffs      |
| Type statistique            | Record           | Adversaire                | Date             | Record   | Adversaire        | Date          |
| --------------------------- | ---------------- | ------------------------- | ---------------- | -------- | ----------------- | ------------- |
| Points en un match          | 23               | Warriors de Golden State  | 14 avril 2010    | 8        | Hawks d'Atlanta   | 24 avril 2013 |
| Paniers marqués en un match | 11               | Warriors de Golden State  | 14 avril 2010    | 4        | Hawks d'Atlanta   | 24 avril 2013 |
| Paniers tentés en un match  | 15               | Warriors de Golden State  | 14 avril 2010    | 6        | Hawks d'Atlanta   | 24 avril 2013 |
| Paniers à 3 points réussis  | 1                | 2 fois                    |                  |          |                   |               |
| Paniers à 3 points tentés   | 1                | 4 fois                    |                  | 1        | @ Hawks d'Atlanta | 27 avril 2013 |
| Lancers francs réussis      | 4                | Bobcats de Charlotte      | 1er février 2010 | 2        | Suns de Phoenix   | 22 avril 2010 |
| Lancers francs tentés       | 4                | 4 fois                    |                  | 2        | 2 fois            |               |
| Rebonds offensifs           | 5                | Suns de Phoenix           | 11 avril 2014    | 4        | Hawks d'Atlanta   | 24 avril 2013 |
| Rebonds défensifs           | 11               | Clippers de Los Angeles   | 30 décembre 2009 | 5        | Hawks d'Atlanta   | 21 avril 2013 |
| Rebonds totaux              | 14               | Clippers de Los Angeles   | 30 décembre 2009 | 7        | Hawks d'Atlanta   | 24 avril 2013 |
| Passes décisives            | 4                | 4 fois                    |                  | 2        | Hawks d'Atlanta   | 23 avril 2013 |
| Interceptions               | 3                | Cavaliers de Cleveland    | 23 novembre 2013 | 1        | 2 fois            |               |
| Contres                     | 2                | 13 fois                   |                  | 3        | @ Suns de Phoenix | 26 avril 2010 |
| Balles perdues              | 4                | Cavaliers de Cleveland    | 23 novembre 2010 | 2        | @ Hawks d'Atlanta | 27 avril 2013 |
| Minutes jouées              | 30               | @ Clippers de Los Angeles | 4 janvier 2010   | 15       | Hawks d'Atlanta   | 24 avril 2013 |

- Double-double : 2 (dont 1 en playoffs) (au 21/05/2014)
- Triple-double : aucun.

## Palmarès
- Champion de la Division Centrale en 2013 avec les Pacers de l'Indiana.
- Champion NBA en 2013-2014 avec les Spurs de San Antonio.